# Leptolalax sungi
Leptolalax sungi är en groddjursart som beskrevs av Lathrop, Murphy, Orlov och Ho 1998. Leptolalax sungi ingår i släktet Leptolalax och familjen Megophryidae. IUCN kategoriserar arten globalt som otillräckligt studerad. Inga underarter finns listade i Catalogue of Life.